# العتوب
العتوب، هو حلف قبلي لمجموعة من الأسر في شرق الجزيرة العربية، استطاع فرعان منها إقامة دول عربية على ساحل الخليج العربي، منذ القرن الثامن عشر، وهم آل صباح وآل خليفة، بينما لم يكن للجلاهمة الفرع الثالث أي كيان سياسي خاص بهم.

## أصل الاسم
العتوب هم حلف ضم إليه أفخاذا كثيرة تنتمي لقبائل عدة هاجرت من مواطنها الأولى في نجد واستقرت على شواطئ الخليج حيث تحالفت مع بعضها الآخر وتصاهرت فيما بينها، وتعد تلك من الظواهر المألوفة في مجتمعات الجزيرة العربية، وقد ذكر عثمان بن سند ذلك وقال: "والذي يظهر أن بني عتبة متباينو النسب ولكنهم تقاربوا فنسب بعضهم لبعض"، وبالرغم من تباين النسب عندهم إلا أنهم يرجعون بأصولهم الأولى إلى عنزة.
بينما ورد عن العتوب في كتاب ملامح من التاريخ العماني، صفحة 283، لسليمان بن خلف الخروصي ما يلي: العتوب: قبيلة عدنانية، يتصل نسبها إلى عتبة بن رباح بن هلال بن عامر بن صعصعة بن معاوية بن بكر بن هوازن بن منصور بن عكرمة بن خصفة بن قيس عيلان بن مضر بن نزار بن معد بن عدنان.
وقيل أن العتوب في الأصل اسم مقصور على آل بن علي وهم من: عُتبة بن خُفاف هو ابن امرئ القيس بن بهثة بن سُلَيْم بن منصور بن عكرمة بن خصفة بن قيس عيلان بن مضر بن نزار بن معد بن عدنان.
وتختلف المصادر فيما بينها حول تسميتهم بالعتوب؛ فعلى حين ترى بعض المصادر أن العتوب أخذوا ذلك الاسم من إحدى القبائل الكبيرة التي انضمت إليهم، ترى مصادر أخرى أن الاسم مشتق من الفعل (عتب)؛ أي: ارتحل، وقد أطلق عليهم حين عتبوا للشمال أي ارتحلوا إلى الشمال، والذي يبدو أن اسم (العتوب) لم يطلق على هذه المجموعة من القبائل لأنهم عتبوا للشمال، والدليل على ذلك أمران:
- الأول: أن الفعل (عتب) يعني الارتحال والتنقل ومن دون الإشارة إلى الجهة؛ فقد يكون الارتحال للشمال وقد يكون للجنوب، كما تؤيد ذلك المعاجم اللغوية.[6]
- الثاني: أن الشيخ يوسف البحراني (المتوفى في 1772م) في كتابه (لؤلؤة البحرين) أشار لهذه المجموعة من القبائل باسم (العتوب)، حين كان يتحدث عن واقعة وقعت سنة 1700م، ومفاد هذه الحادثة أن العتوب هاجموا البحرين فاستنجد شيخ الإسلام في البحرين ب (الهولة) الذين جاؤوا وطردوا (العتوب). ومن المعروف تاريخيا أن العتوب لم يخرجوا من الكويت ويهاجموا البحرين، بل إنهم قدموا من الزبارة في سنة 1782م، وهذا يعني أن الهجوم الأول والذي تشير إليه الحادثة المذكورة كان قد وقع قبل الانتقال للشمال، ويعني أن اسم (العتوب) أطلق عليهم قبل رحيلهم للشمال.

وعلى أساس ذلك يكون الرأي الراجح هو أنهم، ولكثرة تنقلهم وارتحالهم من مكان لآخر، أطلق عليهم هذا الاسم قبل انتقالهم للشمال. وإذا أمعنا النظر في المصادر التي تحدثت عن العتوب نجد أنها تختلف في التسمية؛ إذ إن بعضها يشير إليهم باسم بني عتبة، في حين يسميهم آخرون بالعتوب.

## الهجرة من نجد

### أسبابها
كان العتوب يقطنون منطقة الهدار في مقاطعة الأفلاج في نجد، ثم ارتحلوا عنها أواسط القرن السابع عشر ميلادي واتجهوا نحو سواحل الخليج العربي، لأسباب اختلف حولها الباحثون؛ فمنهم من يرجع ذلك إلى المجاعة أو الجفاف الذي أصاب أواسط شبه الجزيرة في منتصف القرن السابع عشر وبداية القرن الثامن عشر، حيث اضطرت قبيلة عنزة وغيرها من القبائل للهجرة بسبب الجفاف، وسميت بهجرة عنزة الكبرى، وتفرعت إلى فرعين: الأولى هي هجرة الرولة، واتجهت من نجد إلى بلاد الشام، والأخرى هي هجرة العتوب، واتجهت من الهدار إلى شبه جزيرة قطر.
البعض الآخر من الباحثين يرجع سبب الهجرة إلى نزاع عشائري. وعلى الرغم من أن العتوب نجحوا في التغلب على خصومهم وأخرجوهم من بلادهم إلا أن أولئك الخصوم توجهوا إلى قبيلة الدواسر؛ حيث تغلبوا على العتوب ونجحوا في إخراجهم من نجد. وذكر المؤرخ النجدي عثمان بن بشر أن التاريخ الأرجح لخروج العتوب كان بين سنتي 1085-1087هـ/ 1674-1676م؛ حيث اشتد القحط والجراد مما اضطر العديد من القبائل إلى الهجرة شرقا.

### المناطق التي ارتحلوا إليها

#### الإحساء
بالرغم من الغموض الذي اكتنف تاريخ هجرة العتوب في مستهل القرن الثامن عشر من هضبة نجد إلا أن هناك مصادر ذكرت أن العتوب استقروا في بداية الأمر في الإحساء، وترد إشارة إلى مشاركتهم براكَ بن غرير في الاستيلاء على القطيف مما دفع براكًا إلى منح أحد زعمائهم أرضا زراعية فيها.

#### قطر
ثم ارتحلوا إلى قرية الفريحة بالقرب من الزبارة في قطر، مستجيرين بآل مسلم أمراء قطر في ذلك الحين. وقد أجمع الباحثون على استقرار العتوب في قطر، ولكنهم اختلفوا في مدة بقائهم فيها؛ حيث يرى الدكتور أبو حاكمة (1984م) أنهم استقروا ما يقرب من خمسين سنة استطاعوا خلالها أن يتعلموا ركوب البحر، ويصبحوا بالتالي أمة بحرية. ولكن الشيخ عبد الله آل خليفة يرى أن بقائهم في قطر دام ل 30 سنة تقريبا (العصيمي 1991م). وقد تمكنوا خلال تلك المدة من أن يتفاعلوا مع بيئتهم الجديدة ويروضوا أنفسهم على ركوب البحر والغوص للبحث عن اللؤلؤ، ومشاركة غيرهم من أبناء الخليج في عمل النقل البحري (القطاعة) والغوص، ونافسوهم على ذلك مما أثار عليهم حسد الآخرين. أما سبب رحيلهم من قطر فهو مشادة حصلت بين ضيف لهم قادم من نجد وبين أحد أهالي قطر، وتطورت إلى عراك قتل على إثرها القطري، فحل عليهم غضب حكامها الذين طلبوا منهم تسليم القاتل أو مغادرة قطر. فركبوا سفنا شراعية وساروا شمالا عبر البحر سنة 1086هـ/ 1676م، إلا أن أهل قطر لاموا الحاكم على تركه لهم دون أخذ الجاني بالقوة، فجهّز آل مسلم سفنا وساروا خلفهم فوصلوا إليهم في رأس تنورة؛ حيث دار قتال عنيف، وكان النصر حليف العتوب، إلا أن النصر لم يشجعهم على العودة إلى قطر للاستقرار فيها، إنما واصلوا مسيرتهم البحرية.

#### بندر ديلم
تفرق العتوب بعد خروجهم من قطر في البلاد، فمنهم من سكن مناطق في فارس، ومنهم من سكن ميناء جزيرة قيس وبندر ديلم. واعتمد العتوب في معيشتهم على ثلاث ركائز أساسية، وهي: الغوص للبحث عن اللؤلؤ، والنقل البحري، وصيد الأسماك. وذكر القاسمي في كتابه «بيان الكويت»: 
والحاكم هو مهدي قلي خان والي فارس على البحرين، الذي خاف من تنامي قوة العتوب والخليفات، فأغرى بهم عرب الهولة الذين يسكنون الساحل الشرقي للخليج بالتعرض لهم، ولم يكن العتوب في تلك الفترة بمهارة الهولة في الملاحة وإجادة الحروب البحرية، مما جعل عرب الهولة يتحدون ضدهم، واعتبروا مغاصات اللؤلؤ القريبة من البحرين من أملاكهم الخاصة، فهاجموا العتوب، ودخلوا في حروب بحرية بينهم، فقتل منهم أناس كثيرون، فانقطع وصول السفن والتجار إلى البصرة خوفا منهم؛ لأنهم موجودون بالممر الذي تسلكه السفن من مدخل الخليج إلى البصرة، وأيضا كانت أكثر المراكب التي تعمل بين الموانئ هي مراكبهم، فكانوا يستولون على مراكب بعضهم البعض، عندما يتقابلون في البحر. حتى هاجمت الهولة قبيلة العتوب المتحالفة مع الخليفات في البحر، وباغتوهم وقتلوا منهم خلقا كثيرا، واستولوا على جميع أموالهم سنة 1112هـ/1700م، فلجأ العتوب إلى الخليفات، ثم اكتشفوا أن مصدر تلك الفتنة هو والي البحرين الفارسي، وكانت البحرين في ذلك الوقت تتبع الشاه حسين ابن الشاه سليمان الصفوي، لذا قرر العتوب مهاجمة البحرين، فأحرقوا ونهبوا البحرين، وقتلوا الكثير من الهولة، وأحرقوا المنازل الكائنة خارج قلعة البحرين، وكان ذلك في رجب 1113هـ/1701م، فلجأ الوالي الفارسي مهدي خان إلى القلعة متحصنا بها، حتى تمكن الهولة في النهاية من السيطرة على الموقف مما أجبر العتوب على مغادرة البحرين، بعد أن فشلوا في انتزاعها من الفرس. ومما يؤكد ذلك ما ذكره الشيخ يوسف البحراني، (المتوفى 1772م) في كتابه (لؤلؤة البحرين)؛ حيث أشار للحادثة التي حدثت بين العتوب والهولة، عندما قام العتوب بمهاجمة البحرين فجاء الهولة (بطلب من البحارنة) وأخرجوهم منها؛ فقد طلب الشيخ محمد بن ماجد (شيخ الإسلام في البحرين آنذاك، الذي كانت له السلطة الدينية في مقابل السلطة السياسية للحاكم) من الهولة النجدة والمساعدة؛ حيث كانت يد حاكم البحرين قاصرة عن رد ذلك الهجوم، فتمكن آل حرم من السيطرة على الوضع في البحرين، واعترف الشاه الإيراني بحكام البحرين الجدد (آل حرم شيوخ البحرين). وأمر حاكم إقليم فارس بإرسال قوة برية تخرج من شيراز وتهاجم بندر ديلم لتأديب العتوب والخليفات، فاضطر العتوب والخليفات إلى الخروج والالتجاء إلى الحكم العثماني في البصرة.

#### البصرة
وصل العتوب إلى البصرة سنة 1113هـ/ 1701م؛ حيث استأذنوا والي البصرة العثماني بالمقام فيها، ولكن الوالي -واسمه علي باشا حكم حتى سنة 1705- تخوف من وجودهم في منطقة البصرة، لذلك أشار عليهم بالتوجه إلى مكان بعيد عن البصرة، فتفرقوا؛ فمنهم من سكن الصبية ومنهم من سكن عبادان ومنهم من ظل بالمخراك جنوب البصرة، أما آل الصباح وآل خليفة والزايد والجلاهمة فقد استقروا في خور عبد الله؛ حيث نزلوا في بندر أم قصر قرب شط العرب للرعي وللتنقل بمراكبهم البحرية عبر موانئ الخليج، واشتغلوا بالقرصنة ونهب السفن؛ حيث حربهم مع الهولة. فحاول الوالي العثماني إصلاح ذات البين بين العتوب والخليفات مع الهولة؛ حيث تضررت التجارة البحرية في ميناء البصرة، ولكن تشدد كل طرف برأيه أجبر الوالي على إبعاد العتوب والخليفات من أم قصر. فساروا جنوبا إلى الصبية؛ حيث اجتمعوا مع إخوانهم السابقين، فلما علمت قبيلة الظفير بوجودهم في الصبية سارت لغزوهم، فتركوا الصبية واتجهوا نحو الكويت.

#### الكويت
عند وصول العتوب الكويت استأذنوا بني خالد حكام الإحساء سنة 1127هـ / 1715م بالمقام فيها فأذنوا لهم، فاستقروا فيها تحت حماية بني خالد؛ حيث مارسوا التجارة وامتهنوا الغوص لجمع اللؤلؤ والتجارة البحرية من وإلى الهند، فازدهرت أعمالهم وتكاثر السكان في المدينة. وفي سنة 1129هـ / 1716م تحالف ثلاثة من أهم زعماء القبائل التي سكنت الكويت وهم صباح بن جابر بن سلمان بن أحمد، وخليفة بن محمد، وجابر بن رحمة العتبي رئيس الجلاهمة، على أن يتولى صباح الرئاسة وشؤون الحكم، وأن يتشاور معهم ويتولى خليفة شؤون المال والتجارة، ويتولى جابر شؤون العمل في البحر، وتقسم جميع الأرباح بينهم بالتساوي، ولكن ظل ذلك تحت الحكم الخالدي المباشر. وأشار واردن أن حاكم الكويت 1128هـ/1716م يدعى سليمان بن أحمد، وإن رجح أبو حاكمة أن المقصود هو زعيم بني خالد سليمان آل حميد، الذي كان في الكويت في تلك الفترة نائبا عن أخيه سعدون على تلك المنطقة.

## الصباح حكام الكويت
بعد أن تمكن العتوب من تعيين صباح بن جابر حاكما لهم، حاول أن يثبت مركزه بأن ذهب إلى والي بغداد العثماني سنة 1717 لكي يوضح له بأنهم فقراء نزحوا في طلب العيش ولا يبغون ضرا بأحد، فنجح في ذلك ومنحه الوالي لقب قائمقام في 1130هـ/1718م. ولما شعر أمير الإحساء سعدون بن غرير بما يقوم به حاكم الكويت أرسل إليه طالبا المفاوضة معه، فأرسل ابنه عبد الله، فتم الاتفاق على: اعتراف أمير الإحساء بحكم الشيخ صباح على الكويت، وأن لا تنضم الكويت إلى خصومه، وأن تنفذ جميع أوامره وأوامر من سيأتي بعده.

### ناصر آل مذكور وحكم البحرين
تعرضت البحرين من الفترة 1130هـ/ 1718م وحتى 1166هـ/ 1753م لاحتلالات متكررة بين العمانيين والهولة ثم الفرس ثم الهولة مرة أخرى حتى أرسل شيخ المطاريش ناصر آل مذكور سنة 1163هـ - 1750م رسولا من بوشهر إلى الكويت للتفاوض مع شيوخ العتوب الذين يمتلكون قوة بشرية كبيرة، فعرض عليهم مبلغا من المال مع الإعفاء من ضرائب الغوص على اللؤلؤ في البحرين إن هم ساندوه في حكم الجزيرة. وبما أن العتوب كانوا حلفاء قدماء للمطاريش وأعداء للهولة الذين منعوا العتوب بمعداتهم المتطورة من توسيع تجارتهم مع الهند، قبل العتوب العرض واتجهوا إلى البحرين بأربع سفن من بقايا سفن الأسطول العربي وحاصروها لمدة شهر، ولكنهم انهزموا أمام المدافعين عن الجزيرة من آل الحرم حكامها من الهولة في ذلك الوقت؛ حيث خرجوا عليهم من قلعتهم وهاجموهم فقتلوا منهم 200 شخص، فانسحب عرب بوشهر والعتوب من البحرين، إلا أن ناصر آل مذكور تمكن بعد ستة أشهر من تحييد قبيلة النصور وفصلها عن تحالف الهولة بأن أعطاهم مبلغا كبيرا من المال، مقابل انسحابهم من البحرين، مع دفع جزء من عائدات رسوم البحرين سنويا، وبذا تمكن من احتلال البحرين مرة أخرى وإنهاء حكم آل حرم عليها. وبذا نال العتوب حرية الغوص في مغاصات البحرين بعد أن ضايقهم عليها الهولة فترة طويلة.

## آل خليفة

### هجرة آل خليفة وآل جلاهمة إلى الزبارة
بعد أن سيطر ناصر آل مذكور على البحرين للمرة الثانية عيّن ابنه عيسى والياً عليها ودعمه بقوة عسكرية لمساعدته في إدارة أمور البلاد، أما العتوب فقد قويت شوكتهم بعد تحالفهم مع كريم خان زند وخدماتهم في انتزاع البحرين، فعظمت تجارتهم في الخليج وتراجعت قوة الهولة وكبح جماحهم، فكانت من الأسباب الرئيسية التي أوجدت للعتوب موضع قدم في سواحل قطر المواجهة لجزيرة البحرين، فبدؤوا بالهجرة جماعات من الكويت إلى تلك المناطق؛ حيث مغاصات اللؤلؤ، فأسست قبيلة آل بن علي (سليم والمعاضيد وهم فرع من العتوب) بلدة على الساحل الشمالي لقطر أسموها فريحة، سنة 1166هـ/ 1753م.
أما أسباب هجرة آل خليفة وهم أحد الأفخاذ القوية في العتوب فكان لها عدة روايات، إحداها ما ذكره النبهاني: أنه في سنة 1180هـ/ 1766م كانت إحدى سفن الشيخ محمد بن خليفة آل خليفة زعيم آل خليفة، وفيها أحد أبنائه، راسية في الفلاحية، وكانت تحمل تمرا فهاجمها قطاع الطرق ليلا بهدف نهبها، وقتل أحد المهاجمين وهو من بني كعب، فغادرت السفينة بسرعة وعادت للكويت، فطلب الشيخ بركات أمير المحمرة تسليم ابن الشيخ محمد لأخذ الثأر منه لقتيلهم فرفض الشيخ محمد تسليم ابنه، فاقترح عليه عبد الله بن صباح أن يأخذوا الابن في مسيرة ويذهبوا إلى بني كعب ويطلبوا منهم الصفح على أن يدفعوا لهم دية القتيل، فلم يوافق الشيخ محمد على ذلك الرأي، وقال إنه مستعد لدفع الدية مهما بلغت ولكنه لن يسلم ابنه وخاصة أن بني كعب هم الذين بدؤوا بالعدوان، فاشتد الخلاف بين بني كعب والشيخ عبد الله نتيجة لذلك الرفض، مما دعا الأخير إلى الإلحاح على الشيخ محمد بتسليم ابنه على أساس أنه ليس في مقدورهم محاربة بني كعب، فاستأذن الشيخ محمد آل خليفة بالخروج من الكويت فأذن له. ويؤكد النبهاني هذه الرواية، بينما تذكر روايات أخرى أن سبب النزوح هو أنه عندما آل الحكم إلى عبد الله بن صباح في عام 1180هـ/ 1766م بعد وفاة والده، نشب خلاف بينه وبين ابن عمه وزوج أخته محمد بن خليفة بن محمد؛ حيث يرى محمد أن الإمارة تتداول بينهم، فرفض عبد الله ذلك، فطلب الشيخ محمد من الشيخ عبد الله أن يسمح له ولعشيرته بالانتقال من الكويت إلى الزبارة وأن يحله من الحلف مقابل التنازل عن نصيبه من الأرباح، وقد قوبل عرضه بالإيجاب فانتقلوا إليها. وقد لحقهم آل جلاهمة بعد أن امتنع الشيخ عبد الله الصباح من إعطائهم مستحقاتِهم من الواردات، ثم تطور الأمر بأنْ أجلاهم من الكويت فلحقوا بآل خليفة في الزبارة.

### بروز قرية الزبارة
عندما وصل محمد بن خليفة أرض الزبارة نزل عند بني عمومته من آل بن علي وتزوج من آل أبي كوارة سكان قطر وأنجب من زوجته ابنيه عليًّا وإبراهيم فقويت صلاته وعززها بسيرته الحسنة بين الناس، وفي سنة 1182هـ/1768م شرع في بناء قلعة لا تزال أطلالها قائمة إلى اليوم، واسمها قلعة مرير، وساعدت الظروف السياسية والاقتصادية على ازدهار الزبارة وعمرانها واتساعها حتى أصبحت أكبر مدينة في قطر، ولم يحاول آل مسلم حكام قطر آنذاك منع العتوب من سكن الزبارة واتخاذها مقرا لهم رغم تجربتهم السابقة معهم، وسبب ذلك هو العلاقة الطيبة بين آل خليفة وبني خالد حكام شرق الجزيرة والإحساء الذين يهابهم آل مسلم، إلا أنهم ألزموهم بدفع إتاوة سنوية لهم؛ حيث اعترف في البداية بسلطة آل مسلم باعتبارهم نوابا لبني خالد في قطر، ودفع لهم الخراج إلى سنة 1186هـ/ 1772م عندما تمكن من تحصين المدينة وفرغ من بناء قلعته الحصينة بالقرب من ماء مرير؛ حيث امتنع عن دفع الخراج وتحصن في قلعته، وانضمت له قبائل قطر فامتنعت هي الأخرى عن دفع الرسوم للمسلمي مما أدى إلى نشوب معركة السميسمة التي انهزم فيها المسلمي، فبرزت الزبارة بعد تلك الواقعة واضمحل نفوذ الحويلة التي كان فيها آل مسلم.

### دخول آل خليفة البحرين وحكمها
توفي محمد بن خليفة سنة 1190هـ/ 1776م، واستلم من بعده ابنه خليفة حكم العتوب في الزبارة حتى سنة 1197هـ/ 1783م حيث مات في الحج، وخلال فترة وجوده بالحج حدثت معركة الزبارة الشهيرة التي تمكن فيها أخوه أحمد من الصمود والدفاع عن الزبارة وطرد المهاجمين، ثم تمكنه من احتلال البحرين في نفس السنة 1197هـ / 1783م.